# Ladislav Petráš
Ladislav Petráš (Necpál, 1946. december 1. –) Európa-bajnok csehszlovák válogatott szlovák labdarúgó.

## Pályafutása

### A válogatottban
1969 és 1977 között 19 alkalommal szerepelt a csehszlovák válogatottban és 6 gólt szerzett. Részt vett az 1968. évi nyári olimpiai játékokon és az 1970-es világbajnokságon. Tagja volt az 1976-ban Európa-bajnokságot nyerő válogatott keretének is.

## Sikerei, díjai
Egyéni
- A csehszlovák bajnokság gólkirálya (2): 1968–69 (20 gól), 1974–75 (20 gól)

Csehszlovákia
- Európa-bajnok (1): 1976